# Aldrich Ames
Aldrich Hazen Ames (26 de mayo de 1941) es un exoficial y analista de contra-inteligencia de la Agencia Central de Inteligencia estadounidense, quien entre 1985 y 1991 espió a favor de la Unión Soviética, por lo que sería detenido y juzgado en 1994.

## Primeros años
Aldrich Ames nació en el pueblo de River Falls, estado de Wisconsin, Estados Unidos. Su madre fue Rachel Aldrich, y su padre, Carleton Cecil Ames. Asistió a la escuela secundaria de McLean, en McLean, estado de Virginia.

## Vinculación a la CIA
Ames empezó a trabajar para la CIA tempranamente, en 1962, en un empleo de bajo nivel destinado a entretener a los hijos de los agentes mayores que él. Ames más tarde diría que originalmente no había planeado iniciar una carrera dentro de la agencia de inteligencia, e inicialmente solo veía a su trabajo de "bajo nivel" como una "escala" mientras continuaba con sus estudios. Sin embargo, con el tiempo llegaría a "fascinarse" con el trabajo de inteligencia que realizaba la CIA.
Durante los años siguientes, se graduaría en la universidad y avanzaría a través de las filas y rangos más bajos de la CIA, mientras trabajaba para la "División de Integración de Registro (o Grabaciones) del Directorio de Operaciones" (en inglés Records Integration Division of the Operations Directorate).
En 1969, en su primera tarea como agente, fue mandado a Ankara (capital de Turquía), donde el objetivo de su trabajo consistía en intentar reclutar a oficiales de inteligencia soviéticos para que estos se convirtiesen en potenciales dobles agentes al servicio de Occidente.
Allí logró infiltrarse en la organización comunista DEV-GENÇ a través de un compañero de habitación del estudiante activista Deniz Gezmiş, quien a su vez sería posteriormente ejecutado por el gobierno turco. A cambio de $75 le pidió los nombres de los miembros DEV-GENÇ que sabía, así como los detalles específicos acerca de las actividades de ellos.
Si bien había tenido algunas interesantes tareas de inteligencia al servicio de la CIA, incluyendo la "manipulación" del diplomático soviético Aleksandr Dmitrievich Ogorodnik, su vida personal se encontraba en ruinas. Se peleaba con frecuencia con su primera esposa, Nancy, y solía irse de "parranda" alcohólica con tal de no estar con ella.

## Noviazgo y casamiento
Desde 1969 Ames estaba casado con una compañera de la CIA, Nancy Segebarth, a quien había conocido en un programa de aprendices de la agencia. Cuando fue asignado a la embajada de los Estados Unidos en México en 1983, conoció a Rosario Casas Dupuy, quien en ese momento era una empleada de la sede diplomática colombiana en la capital mexicana. Poco después de su regreso a los EE. UU., después su misión en la Ciudad de México, inició los trámites de divorcio contra Nancy. También comenzó un concubinato con Rosario y, una vez divorciado, finalmente se terminó casando con ella. La presión financiera de su divorcio, así como el estilo de vida con Rosario, de quien Ames seguía perdidamente enamorado y a quien no deseaba perder de ninguna manera, lo obliga a buscar una nueva fuente de ingresos adicionales. De esta manera, terminó preguntándose a sí mismo quién estaría dispuesto a pagarle bien por la información clasificada que poseía. A mediados de los años 1980, aún en plena Guerra Fría, únicamente había un Estado extranjero interesado en esta información y dispuesto a pagar por ella: la Unión Soviética.

## Espionaje a favor de la URSS
Ames comenzó a espiar para la URSS en 1985, cuando ingresó en la sede diplomática soviética en Washington con el fin de ofrecer secretos nacionales estadounidenses por dinero.
Ames fue asignado a la División europea y de Contrainteligencia de la CIA, donde llegaría ser el responsable de dirigir el análisis de las operaciones de inteligencia soviéticas.
Tenía acceso a la identidad de las fuentes de EE. UU., dentro del KGB y de las Fuerzas Armadas Soviéticas.
La información proporcionada por Ames comprometió alrededor de cien operaciones de inteligencia contra la URSS, y llevó a la ejecución sumaria de al menos diez fuentes de los EE. UU., detrás del Telón de Acero. En definitiva, le terminaría brindando al KGB los nombres de todos y cada uno de los agentes que estaban trabajando para la estadounidense CIA dentro de la URSS.
En total los soviéticos le pagaron a Ames aproximadamente 4,6 millones de dólares por sus servicios, permitiendo a Ames mantener un estilo de vida mucho más allá del que normalmente podría permitirse un agente de la CIA. Ames nunca tuvo afinidad ideológica con la Unión Soviética, sino que llegado a cierto punto se había convertido en un "capitalista goloso" que estaba interesado en obtener mucho más dinero del que ganaba legalmente.
Antes de ser capturado, se le asignó la tarea de preparar la evaluación de los daños causados por el espionaje de Jonathan Pollard. Posteriormente, los defensores de Pollard creerían que Ames aprovechó la brillante oportunidad que se le presentó para usarlo a éste como un chivo expiatorio, endilgándole la exposición de los agentes al servicio de los EE. UU., dentro de la URSS. De esa manera intentaría mantener las investigaciones sobre su propia persona lo más lejos posible.
Ames y su esposa Rosario gastaron unos 2,5 millones de dólares del dinero que los soviéticos le pagaron, quedando unos 2,1 millones restantes en una cuenta secreta dentro de un banco ruso para que los utilizara una vez que se retirase de su negocio de espionaje.

### Algunos agentes de la CIA traicionados por Ames
- Vitaly Yúrchenko era un funcionario del KGB, Quinto Departamento del Directorio "K". Primeramente desertaría a los Estados Unidos, pero luego sería repatriado a la Unión Soviética. Ames no sabía toda la información que Yúrchenko le había brindado a la CIA, pero sí pudo informar de todo lo que (el aparentemente no traidor) Yúrchenko le había entregado al KGB, lo que le sería muy útil al organismo soviético de espionaje para despistar a la CIA sobre quién era el origen de la fuga o pérdida[3] de documentos confidenciales. Yúrchenko regresó a la URSS en 1985 y fue reasignado a un cómodo trabajo de escritorio, una recompensa por haber ayudado a mantener la identidad de Ames como nuevo y muy importante activo soviético.[4]

- A mediados de los años 1980, Dmitri Poliakov era el oficial de más alta jerarquía dentro de la inteligencia militar soviética (GRU), entre aquellos que estaban brindando información a la CIA. Fue finalmente ejecutado sumariamente en marzo de 1988, luego de haber sido expuesto por Ames.[5] Varios analistas están de acuerdo en que él fue el activo de la agencia más valioso comprometido por Ames. Un funcionario de la CIA llegaría a decir acerca de Poliakov "No lo hacía por dinero. Insistía en quedarse en su lugar para poder ayudarnos".[6]

- El coronel Oleg Gordievski, que trabajaba para el servicio de inteligencia exterior británico (SIS/MI6) desde la década de 1960, llegaría a ser, durante el primer lustro de los años '80, el jefe de la "residencia" (rezidentura) que operaba, bajo cubierta diplomática, desde la embajada soviética en Londres. Ames brindó información al KGB que identificó a Gordievski positivamente como un traidor,[7] aunque más tarde los británicos lograrían "exfiltrarlo" de la Unión Soviética vía Finlandia, con la inestimable ayuda de la embajada del Reino Unido en Moscú.

- Valery Martýnov era un funcionario de la "Línea X" que trabajaba desde la rezidentura de la embajada soviética en Washington D. C. Mientras que se comenzó a sospechar seriamente que un topo de la CIA estaba trabajando a favor de la rezidentura soviética en la capital estadounidense, nadie podía identificarlo con algún grado de precisión. Ames entregó información que llevó al arresto y posterior ejecución de Martýnov.[8]

- El mayor Serguéi Motorin era un funcionario de relaciones públicas de la embajada Unión Soviética en Washington D. C., que trabajaba dentro de la "residencia" (rezidentura). El FBI logró chantajearlo para que espiara a favor de los Estados Unidos.[9] Él fue uno de dos topos de la CIA infiltrados en la rezidentura washingtoniana que serían delatados por Ames. Motorin también fue rápidamente ejecutado por el KGB después de haber sido expuesto.[10]

- El coronel Leonid Polishchuk era un agente soviético que operaba en Nigeria. También fue expuesto por Ames. Su detención sería atribuida a un encuentro casual o fortuito, donde agentes de la KGB habrían observado a sus contrapartes de la CIA operar con un paquete con documentos clasificados en un "punto muerto" de entrega. Después de algún tiempo, Polishchuk fue observado mientras eliminaba el contenido de dicho paquete.[11]

- Serguéi Fedorenko era un experto en armas nucleares asignado a la delegación soviética ante las Naciones Unidas. En 1987, Ames fue asignado para intentar "manipularlo" a favor de la CIA, y Fedorenko brindó información clasificada sobre el programa soviético de misiles. Los dos hombres se convirtieron en buenos amigos e incluso se abrazaron cuando Fedorenko estaba a punto de regresar a Moscú. "Nos habíamos convertido en amigos cercanos", diría Ames respecto de él, agregando "Confiábamos el uno en el otro completamente".[12] No obstante, después de ya haberles entregado tanta información a los soviéticos, decidió que también traicionaría a Fedorenko porque "hacer un buen trabajo" para el KGB implicaba que él realmente debía ponerles al tanto de todos y cada uno de los secretos que conocía.[10]  De vuelta en la URSS, Fedorenko utilizó sus aceitadas conexiones políticas para mantenerse fuera de problemas con el organismo soviético de seguridad, que de otro modo podrían haber acabado con su ejecución sumaria. Años más tarde, Fedorenko se encontró con su (supuesto) amigo Ames en una emotiva reunión de almuerzo, durante la cual se comprometió a mudarse definitivamente a los Estados Unidos. Ames le prometió ayudarle. Poco después de ese almuerzo, Ames lo volvió a traicionar, entregándolo al KGB por segunda vez.[10] No obstante, Fedorenko lograría escapar al intento de detención, siendo obligado a desertar (o a acelerar su deserción) y actualmente vive en Rhode Island, Estados Unidos.[13]

## Respuesta de la CIA

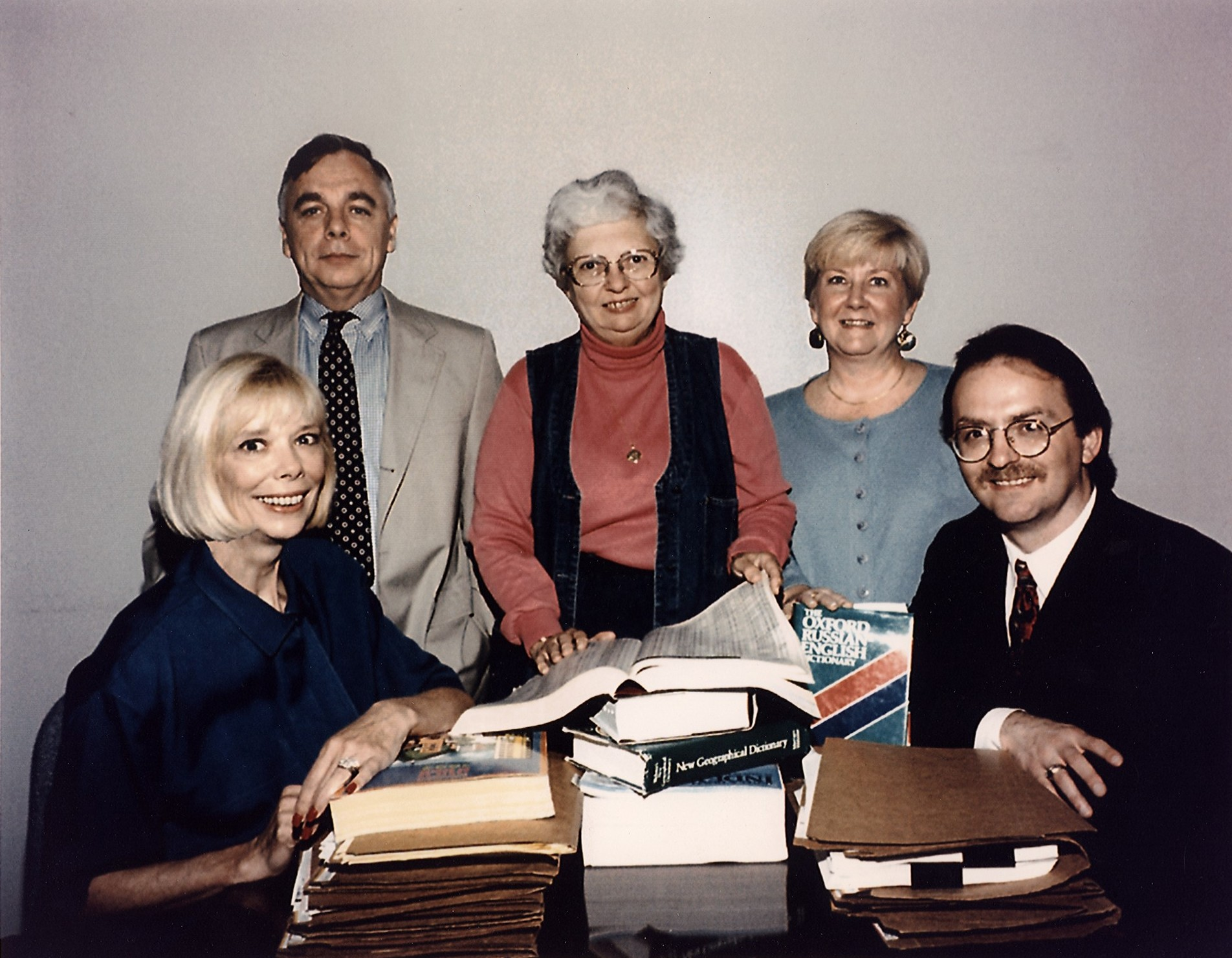
Equipo de cacería de topos de la CIA en 1990. De izquierda a derecha: Sandy Grimes, Paul Redmond, Jeanne Vertefeuille, Diana Worthen y Dan Payne.

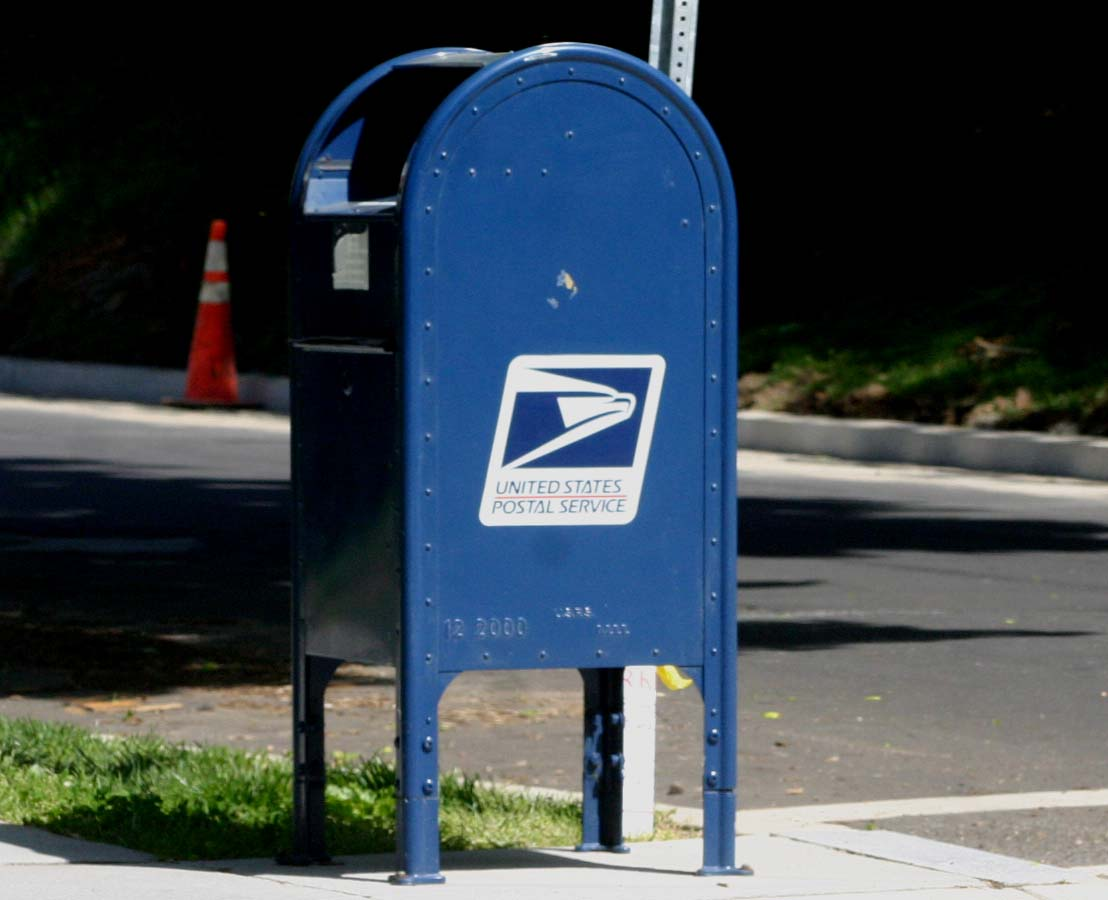
Buzón del USPS (United States Postal Service) similar al que utilizaba Ames -haciendo una pequeña marca "accidental" en él- para comunicarse sutilmente o intercambiar mensajes con el KGB soviético. El original se encuentra en el Spy Museum, sito en Washington D. C..

A partir de 1985, la red de espionaje de la CIA dentro del bloque soviético, que tanto tiempo y esfuerzo había llevado montar, comenzó a verse afectada de una manera alarmante, con la desaparición de agentes o "activos" a una tasa inaudita. Ese hecho comprometía seriamente la capacidad operativa de la red como un todo, en un momento en el que las nubes de la Guerra Fría aún no se disipaban. Obviamente algo andaba muy mal, pero, como suele suceder en estos casos, la agencia era renuente a admitir que eso podría deberse a la presencia de un sigiloso "topo" enquistado dentro de ella misma.
Las investigaciones iniciales estaban mucho más enfocadas hacia una brecha en las comunicaciones (causada por micrófonos soviéticos ocultos) o, en todo caso, hacia una penetración del KGB dentro de la red informática de la CIA (a través de un agujero de seguridad, o de contraseñas obtenidas de alguna manera).
Los años pasaron, y ya para 1990, la CIA se convence de que hay un topo en la agencia, puesto que hasta ese momento han resultado infructuosos los esfuerzos por detectar la fuente de la fuga de información confidencial y de documentos clasificados. Asimismo, el reclutamiento de nuevos agentes soviéticos llegó a un virtual punto muerto.
Años después, la CIA sería duramente criticada por su "ceguera" al no haber centrado antes su atención sobre Ames, dado el espectacular aumento de nivel de vida que había estado experimentando desde mediados de la década de 1980. Por ejemplo, una de las compañeras de trabajo de Aldrich Ames en la CIA (amiga a su vez de su esposa) en cierto momento notó que la señora Rosario Ames había podido pagar al contado y de una sola vez caras cortinas para toda su casa, cuando ella misma (que se suponía tenía un salario no muy diferente al de Ames), al hacer una remodelación similar en su propio hogar, había tenido que resignarse a pagar en plazos (y abonar la tasa de recargo o interés correspondiente).
A pesar de que el salario oficial de Ames en la CIA era de unos 60.000 USD (unos 5.000 mensuales) -y no se le conocía ningún otro trabajo- pudo permitirse los siguientes lujos:
- Una casa de 400.000 USD en Arlington, estado de Virginia, pagada en efectivo.
- Un caro y bastante lujoso automóvil deportivo Jaguar, de $60.000 dólares.
- Facturas de teléfono mensuales por valores superiores a los USD 6.000, mayoría correspondientes a llamados de larga distancia a la capital colombiana de Bogotá, que su esposa Rosario realizaba a sus familiares.
- Trajes hechos a medida que reemplazarían las prendas baratas de "regateo" que Ames había usado antes y que serían clara y visiblemente mejores que las prendas de sus colegas dentro de las oficinas de la CIA.
- Un nivel de crédito que superaba con creces su nivel de ingresos formal como agente de la CIA. Ames incluso mantenía tarjetas de crédito premium cuyo pago mensual también excedía su salario.

Algunos han llegado a alegar que la investigación sobre el origen de la fuga (de información confidencial) desfalleció porque hacia fines de la década de 1980 la CIA aún estaba sufriendo por las implicaciones y ramificaciones derivadas del escándalo Irán-Contras, por lo que ésta estaba muy interesada en evitar un escándalo y exposición aún mayores.
Otra explicación posible es que la CIA estaba ansiosa por evitar que se repitiese la agitación interna generada por el brillante, pero notablemente paranoico, exdirector de la agencia, James Angleton, cuya obsesiva convicción de que la CIA estaba "plagada" de agentes dobles al servicio de Moscú había afectado negativamente las operaciones de la agencia durante el decenio de 1970.
En 1986 y nuevamente en 1991, Ames logró pasar sin mayores inconvenientes los sendos exámenes poligráficos a los que fuese sometido en el cuartel general de la CIA, mientras aún espiaba activamente para la Unión Soviética.
Posibles explicaciones psicológico-psiquiátricas posteriores sugerirían que de hecho él era un sociópata, por lo que en consecuencia habría desarrollado una "natural" inmunidad frente al polígrafo, o que se había entrenado especialmente para burlar al detector de mentiras. Ames mismo reconocería posteriormente que las técnicas necesarias para derrotar al polígrafo son relativamente fáciles de aprender y de realizar o llevar a cabo, por lo que algunos críticos posteriores afirmarían que el exceso de confianza de la CIA en el dispositivo resultaría ser notablemente nocivo para la seguridad nacional estadounidense. En realidad, el polígrafo usado como detector de mentiras carece de validación científica alguna, y otros espías notorios como Karl Koecher, Ana Belén Montes, o Leandro Aragoncillo han superado la prueba sin ninguna dificultad.
Debido a la incapacidad de la CIA para descubrir la fuente de la fuga de la información y, no menos importante, al temor a que su propia división de contrainteligencia no fuese lo suficientemente segura para llevar a cabo esa tarea, la CIA decidió finalmente recurrir al FBI, para que investigase sobre el asunto.
El FBI pronto se concentraría en Ames como uno de los sospechosos principales, poniéndolo bajo constante -pero discreta- vigilancia.
Por su parte, Markus Wolf, el ya desaparecido exdirector del directorio de inteligencia exterior de la germano-oriental Stasi afirma en sus memorias que Gardner Hathaway, exdirector de contrainteligencia de la CIA obsesionado por su falta de identificación del origen de la fuga, se le acercó en 1990 con una oferta de cirugía estética, una nueva vida y una generosa compensación económica en los Estados Unidos si desertaba y ayudaba a la agencia estadounidense a identificar la continua fuente de pérdida de información clasificada. Wolf también escribe que rechazó la oferta debido a su creencia de que para hacer eso debería necesariamente haber comprometido a "topos" propios que había logrado enquistar en la CIA, así como que tampoco tenía las garantías suficientes de que la agencia de inteligencia de los Estados Unidos no lo iba a traicionar.

## Arresto
En febrero de 1994, Ames tenía un vuelo programado a Moscú, como parte de sus funciones para la CIA, y el FBI teme que pueda intentar aprovechar ese momento para desertar y pedir asilo político en Rusia. Esto conduce a la detención, por parte del FBI, de Ames y de su esposa Rosario Casas Dupuy el 21 de febrero de 1994, bajo el cargo de haber proporcionado información altamente clasificada al KGB soviético y a su organización sucesora, el Servicio de Inteligencia Exterior (SVR) de la Federación Rusa.
En su declaración ante el tribunal que lo estaba juzgando, Ames dijo haber comprometido a "prácticamente todos los agentes soviéticos de la CIA y de otros servicios [de inteligencia] extranjeros que conocía" y haber provisto a la Unión Soviética y a Rusia, con una "enorme cantidad de información sobre las políticas exterior, de defensa y de seguridad de los Estados Unidos."
El 22 de febrero de 1994, Ames y su esposa fueron acusados formalmente por el Departamento de Justicia de los Estados Unidos de haber espiado para la Unión Soviética y, durante un corto lapso posterior, para Rusia.
Ames podría haberse enfrentado a la pena de muerte ya que su traición había resultado en la ejecución sumaria de varios importantes activos de la CIA. Sin embargo, prefirió negociar con la fiscalía y declararse culpable de los cargos que se le imputaban, para así solo recibir una condena de cadena perpetua. Por su parte, su esposa fue condenada a 5 años de prisión por conspiración para cometer espionaje y evasión fiscal, tras los cuales fue deportada a su Colombia natal. Ames es el preso federal número 40087-083 y actualmente se encuentra detenido en la Penitenciaría de alta seguridad de Allenwood, Pensilvania.
Aunque recibió un total de 4,6 millones de dólares por sus actividades de espionaje a favor de la URSS, más de 2 millones se encuentran a día de hoy en una cuenta bancaria secreta. La agencia de inteligencia exterior (SVR) de la Rusia post-comunista se ha negado a revelar al gobierno de los EE. UU. información sobre dicha cuenta bancaria, argumentando que ese dinero fue legítimamente ganado por Aldrich Ames y seguirá siendo suyo.
Ames es, hasta la fecha, el espía mejor pagado de la historia estadounidense del espionaje, y es uno de los cinco espías conocidos para haber ganado la "gran cifra" de 1.000.000 de dólares o más, junto a Clyde Lee Conrad, Robert Hanssen, John Anthony Walker y Larry Wu-Tai Chin.

## En la cultura popular
La historia de Ames es dramatizada en la película de 1998 Aldrich Ames: Traitor within ("AA: traidor desde adentro"), con el actor Timothy Hutton haciendo el papel de Ames. Ames también aparece como un personaje de la novela Icon de Frederick Forsyth (1997) (en castellano esta novela vio la luz con el nombre de "El manifiesto negro"), en la que varios agentes soviéticos reclutados por los Estados Unidos (específicamente, por el protagonista) terminan siendo delatados por él y condenados a muerte.
En The recruit ("El recluta") el personaje interpretado por Al Pacino dice que la seguridad operativa está casi en su totalidad centrada en el espionaje exterior, por lo que la CIA siempre será (implícitamente) vulnerable a los espías internos, y cita los ejemplos de "Ames, Nicholson y Howard". Ames es citado varias veces en la película de Breach (2007), que narra la historia de espionaje y traición (también a favor de la URSS) del exagente del FBI Robert Hanssen ("¿Has oído hablar de Ames?", pregunta en la película Hanssen).
Ames también aparece en el juego de mesa Twilight struggle ("Lucha crepuscular"), lanzado por GMT Games. El juego en cuestión permite que los jugadores sean los líderes (de inteligencia) de los Estados Unidos o de la Unión Soviética durante la Guerra Fría, mientras tratan de influir a otras naciones. Se trata de un juego de estrategia que utiliza un sistema basado en cartas o naipes. Ames está en una de las cartas tarjeta durante la etapa final de la Guerra Fría. La carta de Ames fuerza al jugador estadounidense a mostrar su mano al soviético, a continuación debe elegir una carta de su rival y descartarla.

## Otros notables topos estadounidenses
Otros agentes de organismos de inteligencia civiles y militares de los Estados Unidos que trabajaron como "topos" para el KGB o su sucesor, el SVR, incluyen a:
- James Hall III, un suboficial del analista de inteligencia del Ejército estadounidense (US Army) estacionado en la antigua Alemania Occidental, y que les había vendido escuchas y códigos secretos a Alemania Oriental y a la Unión Soviética, entre 1983 y 1988.

- Robert Hanssen, exagente del FBI arrestado por haber espiado para la Unión Soviética (y posteriormente para la Rusia post-comunista) durante más de 15 años (de un total de 27 de servicio dentro de aquella agencia federal).

- Earl Edwin Pitts, agente del FBI que, entre 1987 y 1992 acusado de haber proporcionado documentos secretos a la URSS y a la principal sucesora de ésta, Rusia.

- Harold James Nicholson, agente de alto rango de la CIA, arrestado mientras intentaba sacar documentos confidenciales (top secret) del país. Había comenzado a espiar para Rusia en 1994.

- George Trofimoff, un coronel retirado de la reserva del Ejército, acusado en junio de 2000 de haber espiado durante más de 25 años para el KGB y para su sucesor, el SVR.